# Lethal (album)
Lethal – siódmy album zespołu The Cockney Rejects nagrany i wydany w 1990 przez wytwórnię Neat Records.

## Utwory
1. "Bad Man Down" – 3:46
2. "Penitentiary" – 4:27
3. "Struttin' My Stuff" – 3:31
4. "Lethal Weapon" – 3:43
5. "Rough Diamond" – 4:51
6. "Go Get It" – 3:06
7. "Down 'N' Out" – 2:49
8. "One Way Ticket" – 6:12
9. "Once a Rocker" – 5:38
10. "Take Me Higher" – 4:06

## Skład
- Jeff "Stinky" Turner – wokal
- Mick Geggus – gitara, wokal
- Vince Riodan – gitara basowa, wokal
- Keith "Sticks" Warrington – perkusja